# Dobrinjai mészárlások

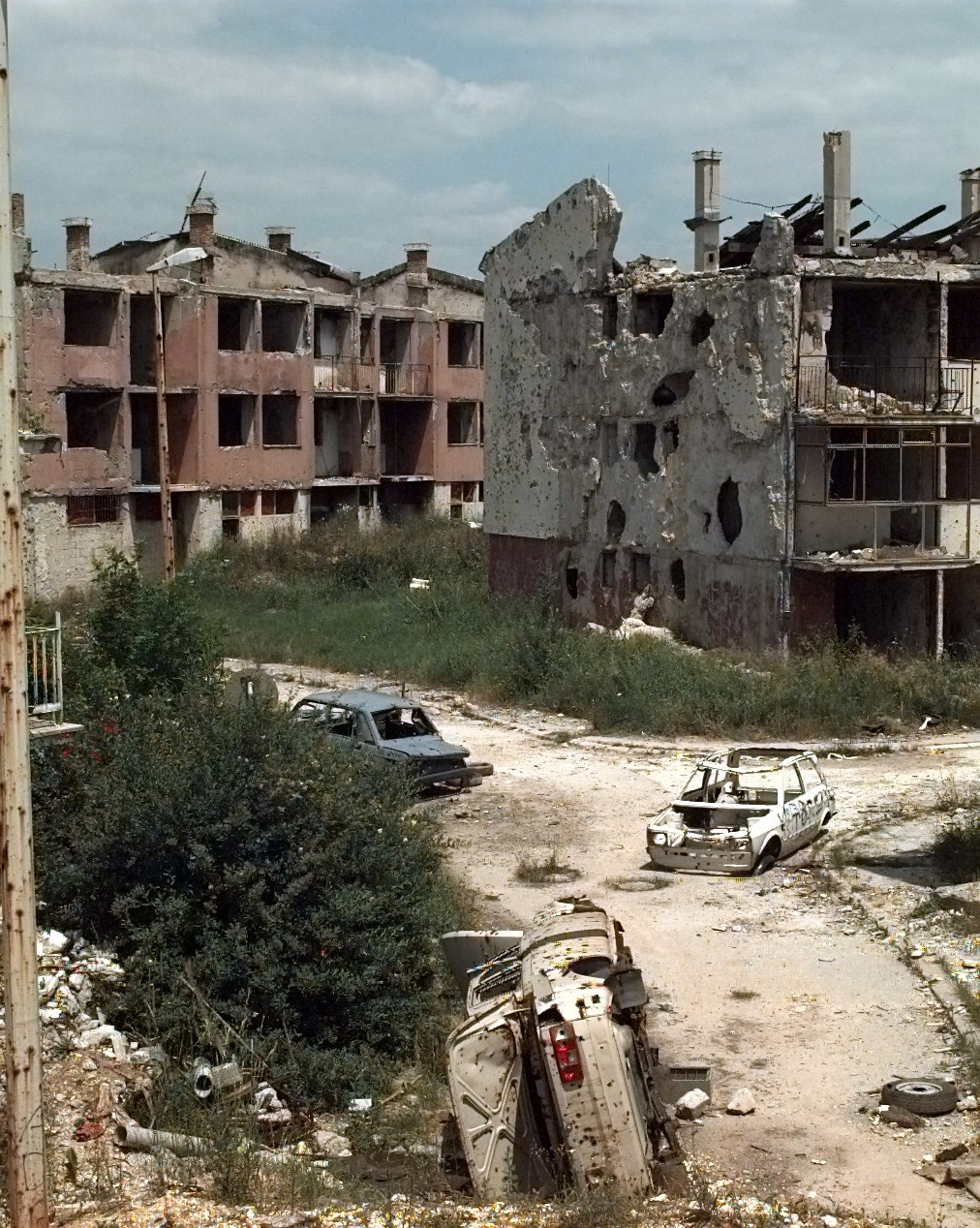
Dobrinja 1996-ban

A dobrinjai mészárlások a boszniai háború idején a Szarajevóhoz tartozó, a várostól nyugatra fekvő Dobrinján a civil lakosság ellen szerbek által elkövetett gyilkos támadások voltak.

## Az első mészárlás
Az első dobrinjai mészárlás egy szerb aknavetős támadás volt, amely 1993. június 1-jén délelőtt 10:20-kor történt a bosznia-hercegovinai Szarajevótól nyugatra fekvő Dobrinjában. A szerbek által birtokolt állásokból két aknavetőgránátot lőttek ki, eltalálva egy futballpályát, ahol a muszlim Kurban Bajram ünnep első napján fiatalok éppen rögtönzött meccset játszottak. A pálya körül körülbelül 200 ember volt jelen, hogy megnézze a meccset. Az Egyesült Nemzetek Szervezete az aknavetős merénylet miatti hivatalos halálos áldozatok számát 13-ra tette (a korabeli híradások szerint 11-től  15-ig haltak meg ekkor), 133-an pedig megsebesültek. Ez volt a civileket érintő leghalálosabb támadás azóta, hogy az Egyesült Nemzetek Szervezete egy évvel korábban szankciókat vezetett be a Jugoszláv Szövetségi Köztársaság ellen.

## A második mészárlás
A második dobrinjai mészárlásra 1993. július 12-én, a Hakije Turajlića utca 37. szám alatt került sor, amikor a vízért sorban álló között a szerb állásokból kilőtt aknavetőgránáttól 13 civil halt meg és 15-en sebesültek meg. Ezt követően még két mészárlást követtek el a vízért sorban állók ellen. A szerb erők gránátokkal lőttek olyan embereket, akik kannáik vízzel való feltöltésére vártak, tekintettel arra, hogy a szerb hadsereg korábban elzárta a vízellátást.

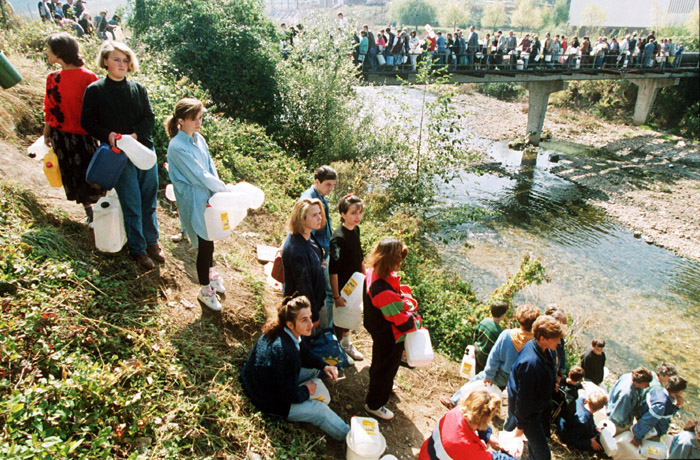
Vízért sorban állók Szarajevóban az ostrom idején

## A harmadik mészárlás
A harmadik mészárlásra 1995. június 18-án került sor. Ekkor Nedžarić irányából lőttek ki lövedéket, mely eltalálta a "Simon Bolivar" Általános Iskolát, amelyet ma "Skender Kulenovićnak" hívnak, és ahol nagyszámú ember állt a sorban vízért. Ez alkalommal hét ember halt meg, tizenketten pedig súlyosan vagy könnyebben megsebesültek.

## A negyedik mészárlás
A negyedik mészárlásra három nappal később, 1995. június 21-én került sor. Ekkor hat civil halt meg és tizenöten megsebesültek.

## Fordítás
- Ez a szócikk részben vagy egészben  a   Dobrinja mortar attack című angol Wikipédia-szócikk ezen változatának fordításán alapul.  Az eredeti cikk szerkesztőit annak laptörténete sorolja fel. Ez a jelzés csupán a megfogalmazás eredetét és a szerzői jogokat jelzi, nem szolgál a cikkben szereplő információk forrásmegjelöléseként.
- Ez a szócikk részben vagy egészben  a   Masakri na Dobrinji című bosnyák Wikipédia-szócikk ezen változatának fordításán alapul.  Az eredeti cikk szerkesztőit annak laptörténete sorolja fel. Ez a jelzés csupán a megfogalmazás eredetét és a szerzői jogokat jelzi, nem szolgál a cikkben szereplő információk forrásmegjelöléseként.